# Gisèle Gonse-Boas
Pour les articles homonymes, voir Godlewski, Gonse et Boas.
 Geneviève, Gisèle, Claire Godlewski dite Gisèle Gons-Boas ou Gisèle Gonse ou Gisèle Godlewski née Gonse-Boas (13 juillet 1918, Talence, Gironde-12 novembre 2016, 15e arrondissement de Paris) est une résistante française, d'origine juive, qui réussit à échapper à la déportation. Elle est aidée par Jeanne Henri-Robert, l'ex-épouse du Premier ministre français Paul Reynaud, cette dernière reconnue comme Juste parmi les Nations.

## Biographie
Gisèle Gonse-Boas naît le 13 juillet 1918 à Talence, Gironde. 
Son père est Emmanuel Gonse, architecte. Il est né le 3 mars 1880 dans le 7e arrondissement de Paris et est mort le 7 juin 1954 à Montmorency, Val-d'Oise, Île-de-France. Sa mère est Suzanne Emmanuelle Gonse-Boas, fondatrice en 1931 de la Nouvelle Étoile des Enfants de France - NEEF à Courbevoie (Hauts-de-Seine), premier centre de médecine préventive de France, dispensaire associatif laïque, qui accueille les pauvres et les indigents. Susanne Gonse-Boas est née le 30 mars 1890, dans le 9e arrondissement de Paris et est morte le 15 décembre 1970, dans le 7e arrondissement de Paris. Les parents de Gisèle Gonse-Boas se marient le 23 mai 1915 à Montmorency (Val-d'Oise).
Son grand-père est Louis Gonse, rédacteur en chef de La Gazette des beaux-arts et spécialiste de l’art japonais.

### Études
Gisèle Gonse-Boas étudie à l’École des Arts décoratifs, rue Beethoven, dans le 16e arrondissement de Paris.
À l’approche de la Seconde Guerre mondiale, elle décide de mener des études d’assistante sociale infirmière et obtient un diplôme d’État de l’École pratique de service social.

### Seconde Guerre mondiale

#### Sauvetage d'enfants juifs
Gisèle Gonse-Boas cache des enfants juifs à La Nouvelle Étoile.
Elle a 24 ans en 1942. Ses parents et sa jeune sœur quittent Paris pour la zone libre. Elle décide de rester pour poursuivre ses études.
Elle envoie des enfants juifs en placement pour soins dans des dispensaires en province, pour qu'ils soient en sécurité.
Lors des grandes rafles de juillet 1942, elle est volontaire pour porter secours aux familles parquées dans le Vélodrome d'Hiver. Elle aide à l’accouchement d’une jeune mère et sauve le bébé. Plusieurs films montrent cet épisode où elle cache le nouveau-né sous sa cape d'infirmière, pour le sauver.
Arrêtée une première fois par la Wehrmacht, elle est relâchée car juive à 50 % seulement. 
Elle organise alors un réseau clandestin avec André Baur de l’UGIF, et place des enfants en danger dans des familles d’accueil dans le Nord de la France.
Sa dernière adresse avant son arrestation est au 4 boulevard d'Andilly, à Montmorency (Val-d'Oise).

#### Arrestation, évasion
Dénoncée, Gisèle Gonse-Boas est arrêtée une deuxième fois, torturée et internée au camp de Drancy. Là, elle participe à une tentative d’évasion par le creusement d’un tunnel mais qui échoue et elle se retrouve dans un train du camp de Drancy à destination d’Auschwitz, le convoi no 64, en date du 7 décembre 1943. Elle parvient à sauter du train, échappe de justesse aux Allemands qui la poursuivent. Elle est encore en France et marche vers Paris.
Un cheminot accepte de lui donner asile pour une nuit puis l’emmène à la gare la plus proche. Dans le train, n’ayant aucun papier, elle demande de l’aide à un gendarme qui lui passe les menottes et la libère aussitôt arrivée à la gare de l'Est. Elle se rend d’abord chez une amie, rue de Miromesnil, puis change 17 fois de cache.

#### Cachée par Jeanne Henri-Robert
Gisèle Gonse-Boas rencontre en décembre 1943 Jeanne Henri-Robert (Jeanne Reynaud), l'ex-épouse du Président du conseil français Paul Reynaud. Celle-ci va la prendre en charge et la cacher à son domicile de la rue du Faubourg-Saint-Honoré dans le 8e arrondissement de Paris.
Fin décembre 1943, Jeanne Reynaud l’emmène en zone libre à Sainte-Maxime (Var), cachée dans un wagon lit. Mais Gisèle tombe gravement malade et Jeanne Reynaud la ramène dans une clinique parisienne en prenant encore de grands risques. Puis elle la reprend chez elle, à peine rétablie, et la cache jusqu’au 15 mai 1944. Ce jour-là Jeanne Reynaud, dont l'époux est lui-même incarcéré, est arrêtée à son tour tandis que Gisèle Gonse-Boas parvient à s’échapper de justesse par l’escalier de service. Elle a la vie sauve. 
Jeanne Reynaud est internée à Vittel.

### Après la Guerre
Après la guerre, Gisèle Gonse-Boas passe par une longue convalescence qui nécessite plusieurs opérations. 
Elle ouvre une maison de couture, rue La Boétie dans le 8e arrondissement de Paris.
Elle devient présidente de La nouvelle étoile des enfants de France.
Elle est membre du conseil d'administration du Musée Guimet.

### Famille
Gisèle Gonse-Boas se marie en 1952 avec le médecin Guy Godlewski (1913-1983), enseignant, conférencier, historien du Consulat et de l'Empire, membre de l'Institut Napoléon et président du Souvenir napoléonien (1969-1983). 
Ils ont une fille Florence mariée à Pierre Baretti.

### Mort
Gisèle Godlewski est morte le 12 novembre 2016 dans le 15e arrondissement de Paris. Une cérémonie religieuse a lieu le vendredi 18 novembre, en la cathédrale Saint-Louis des Invalides, suivie de l'inhumation au cimetière des Champeaux, à Montmorency (Val-d'Oise),,.

## Distinctions
- Officier de la Légion d'honneur[11], décoration remise en 2006 par le général Jean-Pierre Kelche, grand chancelier de la Légion d'honneur, au titre de la Grande Chancellerie de la Légion d'honneur, comme présidente d'une association d'accueil et de protection de l'enfance et de la famille[13] ; chevalier du 23 septembre 1980[13] dont la décoration est remise par Maurice Schumann
- Médaille de la Résistance française (décret du 11 mars 1947)[14]
- Médaille des évadés au titre de la guerre 1939-1945, avec citation à l'ordre du régiment[15]